# Farsàlia (obra)
La Farsàlia (originalment en llatí Pharsalia, també coneguda com a Bellum Ciuile) és un poema èpic en hexàmetres escrit per l'autor romà Marc Anneu Lucà.
L'obra consta de 10 llibres, tres dels quals es van publicar l'any 62 i els altres després de la mort de Lucà l'any 65. Tracta de la guerra civil entre Juli Cèsar i Gneu Pompeu i rep el nom de Farsàlia per la comarca de Tessàlia on es va lliurar la batalla decisiva la «Batalla de Farsàlia», que va guanyar Juli Cèsar. El proemi de l'obra conté un elogi de Neró, però el poeta va ser víctima dels canvis de pensament de l'emperador, perquè va mostrar-se crític amb algunes de les seves accions. L'obra, quan Lucà va morir, explicava l'estada a Egipte de Cèsar al desè llibre, que és més breu que els altres. El títol que Lucà li va donar era Bellum Ciuile, però al llibre IX l'anomena Pharsalia nostra, nom que després, en els manuscrits, es va aplicar a l'obra.
És una obra escrita en defensa de Pompeu, a qui considerava el valedor de la República, davant de Cèsar que es volia nomenar dictador perpetu. El poema té un marcat caràcter republicà i es troba influït per l'estoïcisme. Les seves fonts són sobretot Titus Livi, i una obra històrica, avui perduda, sobre aquest tema que va escriure el seu avi Marc Anneu Sèneca.
Estilísticament és d'una gran elaboració retòrica. A diferència d'altres obres narratives romanes des de Nevi i Enni, no fa intervenir als déus en cap moment. A l'antiguitat es va usar com a llibre escolar i era molt conegut a l'Edat Mitjana.

## Llocs externs
Exemplars en llatí
- M. Annaei Lucani Pharsalia siue De bello ciuili Caesaris et Pompeii lib. X. Ex emendatione UC. Hug. Grotii cum eiusdem notis.  Venetiis: apud Nicolaum Pezzana, 1683.
- Text complet de la Pharsalia via The Latin Library
- Edició de  Housman de la Pharsalia via HathiTrust

Exemplars traduïts
- Text complet en anglès de la Pharsalia via Medieval and Classical Literature Library